# Ženská ejakulace

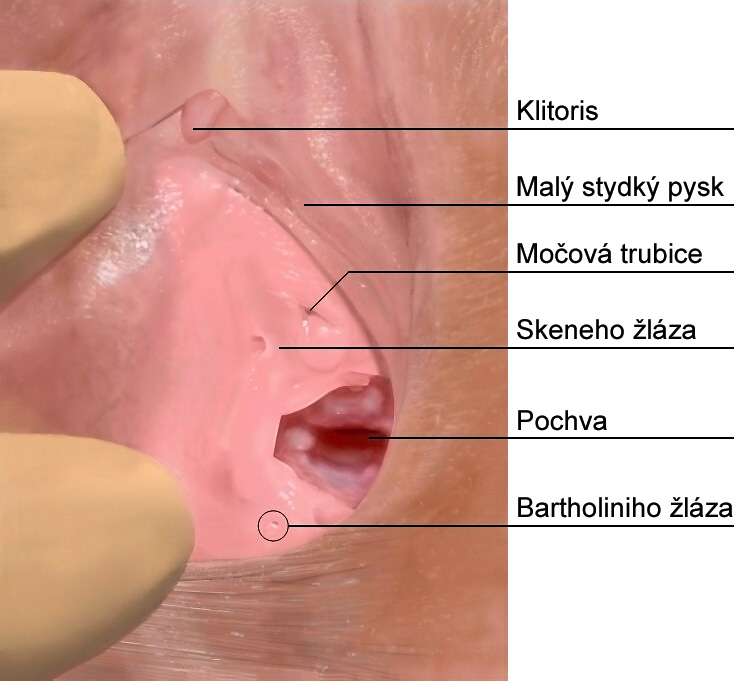
Předpokládá se, že ženský ejakulát je produkován Skeneho žlázami

Ženská ejakulace, či mokrý orgasmus, je proces, při kterém některé ženy během vzrušení a při orgasmu vylučují bělavou tekutinu, která je svým vzhledem i chemickým složením podobná semenné tekutině produkované u mužů předstojnou žlázou (prostatou). U žen tuto tekutinu produkují párové Skeneho žlázy (známé též jako parauretrální žlázy), jež se nacházejí po obou stranách vývodu močové trubice (na rozdíl od mužů tato tekutina neobsahuje spermie). Ženská ejakulace se nevyskytuje u každé ženy a podle sexuologa Jaroslava Zvěřiny se týká zhruba 20 % žen.
Ženská ejakulace se fyziologicky liší od koitální inkontinence – nevědomého (či vědomého) úniku moči (angl. hovorově squirt) během sexuální aktivity –, s níž je obecně zaměňována.

## Výzkum

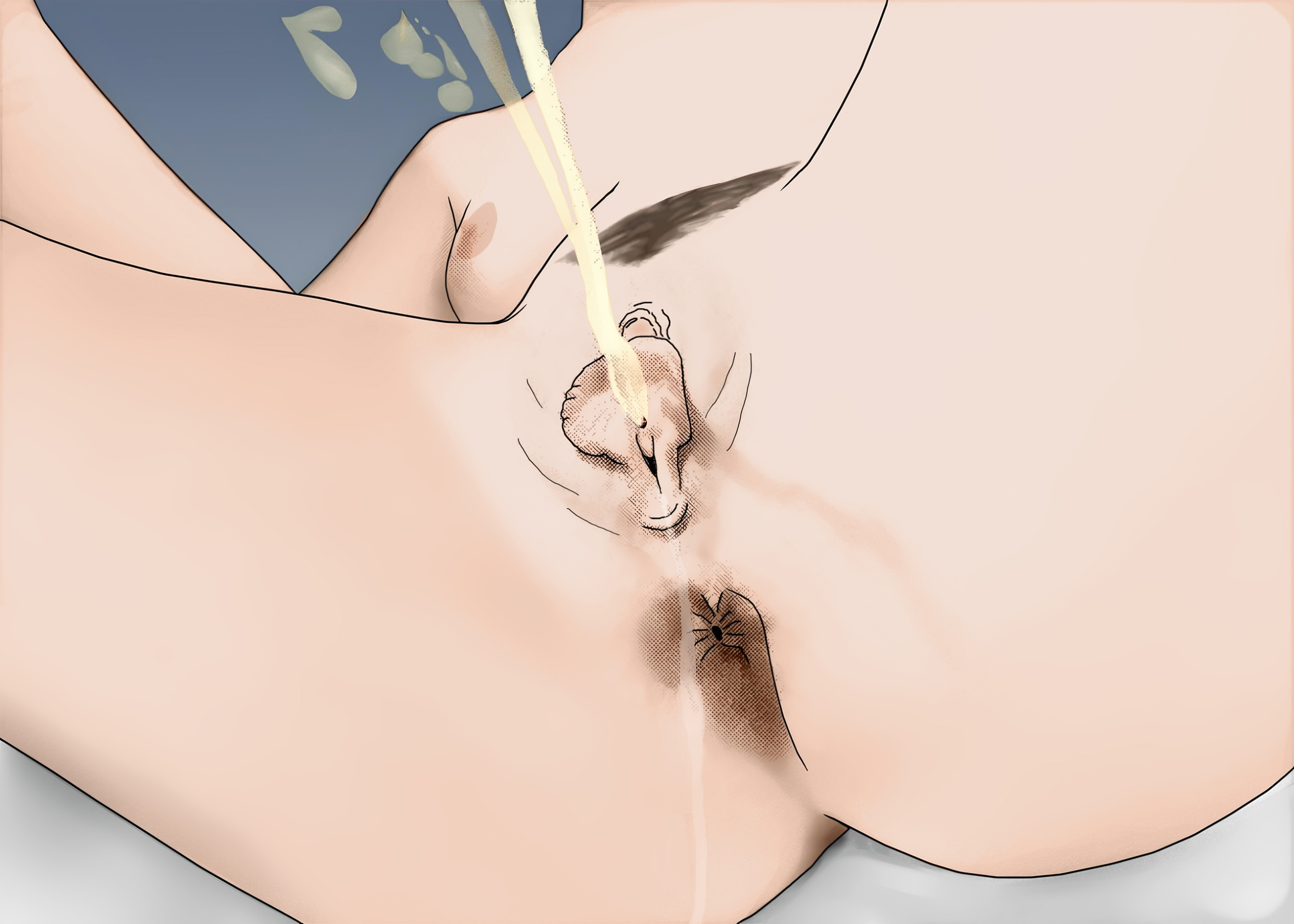
Výstřik moči během orgasmu (ilustrace)

Téma poprvé hlouběji uchopil nizozemský anatom Regnier de Graaf. V pojednání o ženských reprodukčních orgánech (De mulierum organis generationi inserventibus tractatus novus) z roku 1672 identifikoval sekreční žlázy při ústí močové trubice, které nazývá ženskou prostatou. Pravděpodobně se mu nepodařilo odlišit přirozenou vaginální lubrikaci a orgasmický výron, nicméně podpořil Aristotelovu tezi, že vzniklý výměšek neobsahuje zárodečné buňky, a nejde tedy o „ženské semeno“ (o opaku byl přesvědčen Galén).
Výzkumu ženské ejakulace se v roce 2002 věnoval i tým Emmanuela Janniniho z italské Università degli Studi dell'Aquila. Z jeho výzkumu vyplynulo, že „ženský ejakulát produkují Skeneho žlázy, které mají tvar štěrbinky a jsou umístěny poblíž vyústění močové trubice, a při sexuálním vzrušení se plní zvláštní tekutinou.“ Janniniho studie se taktéž věnovala chemickému a mikrobiologickému složení ženského ejakulátu a na základě chemického složení vyvrátila, že by se jednalo o moč. Podle výzkumu „se v ženském ejakulátu objevuje glukóza, fruktóza a sacharóza, prostatické fosforečné kyseliny, a také nízké množství močoviny a kreatininu.“
Obdobně jako je různorodý výskyt ženské ejakulace, je velmi individuální i množství ejakulované tekutiny. Sexuolog Radim Uzel k objemu ženského ejakulátu poznamenal: „Odborná literatura uvádí změření různého množství této tekutiny i u jedné ženy. Pravděpodobně záleží na délce sexuálního dráždění a na době předchozí sexuální abstinence, podobně jako u muže. Ženský ejakulát může představovat třeba jen několik sotva postřehnutelných kapek, někdy dosahuje objemu několika polévkových lžic, jindy třeba i půl až tři čtvrtě čajového šálku.“

## Ejakulace versus výstřik
Termín „ženská ejakulace“ v obecné řeči označuje i běžnější jev, který má obvykle podobu krátkého výstřiku moči. Může se dostavit zcela spontánně a nekontrolovaně (např. během soulože nebo po dráždění poštěváčku), obyčejně před-, po-, nebo během orgasmu. Intenzita výstřiku se odvíjí od naplněnosti močového měchýře (s vyprázdněným měchýřem nelze žádný takový efekt očekávat). K obdobnému výsledku někdy vede i dráždění svěrače močové trubice zevnitř pochvy. Tato manipulace – zejména provádí-li ji druhá osoba – však nesmí být nepřiměřeně hrubá ani zběsilá.